# 奇基薩
奇基薩是哥倫比亞的城鎮，位於該國東北部，由博亞卡省負責管轄，距離首府通哈23公里，始建於1556年7月17日，面積117平方公里，海拔高度2,709米，2005年人口5,916。
5°36′N 73°29′W / 5.600°N 73.483°W